# Социолингвистика
Социолингви́стика (социологическая лингвистика) — раздел языкознания, изучающий связь между языком и социальными условиями его бытования. Социолингвистика тесно связана с такими лингвистическими дисциплинами, как психолингвистика и этнолингвистика. На стыке социолингвистики и экономической теории развивается такое направление исследований, как экономика языка.
Социолингвистика возникла в 1920-х (Афанасий Селищев), развитие получила в 1950—1970-е годы (Уриэль Вайнрайх, Уильям Лабов).
Предметом социологической лингвистики является широкий круг вопросов: язык и нация, национальные языки как историческая категория, социальная дифференциация языка, взаимосвязи между языковыми и социальными структурами, типология языковых ситуаций, определяемых социальными факторами, социальные аспекты многоязычия и т. п.
Метод социолингвистики представляет собой синтез методов и приёмов, применяемых в лингвистике и социологии, таких как фиксирование и анализ социально-обусловленных речевых актов, моделирование социально-детерминированной речевой деятельности с помощью социолингвистических правил, анкетирования, интервьюирования, социологических экспериментов и обработки их результатов с помощью аппарата математической статистики и т. п.
Историком Т. В. Кудрявцевой отмечалось (2008), что в последние десятилетия заслуживающие внимания методы анализа были выработаны социолингвистикой, «занимающейся изучением речевой деятельности (performance studies). Такие видные представители этого относительно молодого и перспективного научного направления, как Дж. Остин, Дж. Сёрл, С. Петрей, исходят из того, что при некоторых обстоятельствах возможно „делать вещи с помощью слов“ (do things with words), поскольку речь не только описательна (descriptive), но и созидательна (performative), и в подходящей, структурированной по определенным правилам социальной обстановке, слова будут не только отсылать к предшествующей им реальности, они будут изменять эту самую реальность (speech act theory)».